# Bursera instabilis
Bursera instabilis är en tvåhjärtbladig växtart som beskrevs av Mcvaugh & Rzedowski. Bursera instabilis ingår i släktet Bursera och familjen Burseraceae. Inga underarter finns listade i Catalogue of Life.